# سیارک ۳۸۸۶
سیارک ۳۸۸۶ (به انگلیسی: 3886 Shcherbakovia، نامگذاری:1981RU3) سه هزار و هشتصد و هشتاد و ششمین سیارک کشف شده‌است که در ۳ سپتامبر ۱۹۸۱ کشف شد.
قدر مطلق سیارک برابر ۱۲٫۵۰ است.